# NGC 2125
NGC 2125 ist ein offener Sternhaufen im Sternbild Dorado in der Großen Magellanschen Wolke.
Das Objekt wurde am 23. Dezember 1834 von John Herschel entdeckt.